# Internationella geomagnetiska referensfältet
Internationella geomagnetiska referensfältet (IGRF) är en matematisk modell över jordens magnetfält.
Modellen består av Gauss koefficienter i form av harmoniska konstanter enligt formeln
{\displaystyle V(r,\phi ,\theta )=a\sum _{\ell =1}^{L}\sum _{m=0}^{\ell }\left({\frac {a}{r}}\right)^{\ell +1}\left(g_{\ell }^{m}\cos m\phi +h_{\ell }^{m}\sin m\phi \right)P_{\ell }^{m}\left(\cos \theta \right)}
där {\displaystyle r} är avståndet från jordens centrum {\displaystyle L}, {\displaystyle \phi } longituden,{\displaystyle \theta } kolatituden, {\displaystyle a} jordradien, {\displaystyle g_{\ell }^{m}} och {\displaystyle h_{\ell }^{m}} Gauss koefficienter, och {\displaystyle P_{\ell }^{m}\left(\cos \theta \right)} {\displaystyle l} och {\displaystyle m}.